# 아우토반 10호선
아우토반 10호선(독일어: Bundesautobahn 10, BAB 10 분데스아우토반 10[*], A10)은 독일의 고속도로인 아우토반의 10호선이다.
아우토반 10호선은 베를린 외곽의 브란덴부르크를 순환하는 고속도로이며, 순환 고속도로의 특성상 원형으로 되어있다. 베를리너 링(Berliner Ring)이라는 명칭도 가지고 있다.
총연장은 196km로 유럽에서 가장 긴 순환 고속도로이다. 오랫동안 세계에서 가장 긴 순환 고속도로란 타이틀을 가지고 있었으나, 중국의 랴오중 순환 고속공로, 청유 순환 고속공로, 하이난 순환 고속공로에게 해당 타이틀을 넘겨주었다.

## 역사
베를린을 순환하는 고속도로는 베를린의 Schwanebeck - Spreeau 구간이 1936년에 만들어지면서 시작되었다. 1939년 제2차 세계대전과 함께 공사가 중단되어 1972년까지 공사가 재개되지 않았다가, 동독 당국에서 1979년에 전 구간을 완공하였다.

## 주요 교차 도로
- A11 (E28) (Schwanebeck)
- A12 (E30) (Spreeau)
- A13, A113 (E55) (en:Schönefeld)
- A115 (E51) (en:Nuthetal)
- A9 (E51) (포츠담)
- A2 (E30) (en:Werder (Havel))
- A24 (E26, E55) (en:Havelland)
- A111 (E26) (오라니엔부르크)
- A114 (Berlin-Pankow)

## 같이 보기
- 아우토반
- 아우토반 목록